# Lonely Orchid (pel·lícula)
Lonely Orchid (xinès tradicional: 空谷蘭; xinès simplificat: 空谷兰; pinyin: Kōnggǔ lán). Pel·lícula muda xinesa amb intertítols en xinès i anglès, de l'any 1926. També traduïda a l'anglès com  Orchid in the Valley. Produida per MIngxing, amb guió de Zheng Zhengqiu  i dirigida per Zhang Shichuan. L'original es va perdre i la productora va filmar una nova versió l'any 1935.

## Estil i realització
El film esta basat en una novel·la de l'escriptor xinès Bao Tianxiao, que per la seva part l'havia escrit basant-se en la traducció al japonès d'una obra del periodista i escriptor Kuroiwa Ruikō (Kuroiwa Shūroku)  i que va ser molt popular entre els lectors xinesos. Algunes fonts fan menció a la possibilitat  que el guió tingués una base en la novel·la anglesa  East Lynne d'Ellen Wood de 1861, i altres argumenten que la novel·la original era en realitat A Woman's Error (1863) de Charlotte Mary Brame.
Minxing va filmar aquest drama social o melodrama familiar, adaptant l'estètica,  la  trama argumental original i els escenaris als gustos de la societat xinesa del moment.
La pel·lícula va tenir un gran èxit i va ser projectada durant deu dies consecutius al Teatre Central de Shanghai. Zheng Zhengqiu va afirmar  "Crec que l'èxit d'aquesta pel·lícula marcarà el començament d'una nova era per a les pel·lícules xineses".

## Trama
La pel·lícula muda de 1926, s'ha perdut i només han sobreviscut el guió i els seus intertítols. No hi ha cap font clara sobre la trama final del film. Inicialment es pot resumir com la història d'un matrimoni feliç, Ji Lansun i Tao Renzhu que es destrueix quan Lansun s'enamora de Rouyun. Renzhu, menyspreada  se'n va i es creu que ha mort en un accident de trànsit. Després que Lansun i Rouyun estiguin casats, Renzhu es disfressa i es presenta a casa de Lansun i Rouyun. Ella cuida al seu fill malalt. Més tard, es revela la seva identitat, i ella es reconcilia amb Lansun, mentre Rouyun mor en un accident eqüestre.

## Repartiment
En el repartiment destaca la presència de les actrius Zhang Zhiyun i Yang Naimei (en el paper de Rouyun) i dels actors Zhu Fei i Song Changhong i la participació del que anys més tard seria un director famós, Ma-Xu Weibang.